# Platyrhynque à poitrine jaune
Tolmomyias flaviventris
Ne doit pas être confondu avec Platyrhynque à poitrine fauve ou Platyrhynque à gorge jaune.
Espèce
Statut de conservation UICN

 LC  : Préoccupation mineure
Le Platyrhynque à poitrine jaune (Tolmomyias flaviventris), aussi appelé Tyranneau à poitrine jaune, est une espèce de passereaux de la famille des Tyrannidae,,.

## Systématique et distribution
Cet oiseau est représenté par trois sous-espèces selon la classification de référence du Congrès ornithologique international (version 9.1, 2019) :
- Tolmomyias flaviventris aurulentus (Todd, 1913) : du nord de la Colombie aux Guyanes et au nord-est du Brésil, ainsi qu'à Trinité-et-Tobago ;
- Tolmomyias flaviventris dissors Zimmer, JT, 1939 : sud-ouest du Venezuela (État d'Amazonas) et sud de l'Amazonie brésilienne ;
- Tolmomyias flaviventris flaviventris (zu Wied-Neuwied, 1831) : est du Brésil (du Maranhão à l'Espírito Santo et au Mato Grosso)[2],[6].